# 印尼盲鰨
印尼盲鰨為輻鰭魚綱鰈形目鰨亞目鰨科盲鰨屬的其中一種，為熱帶魚類，分布於亞洲印尼半鹹水、海域，棲息在底層水域，生活習性不明。